# Cantone di Vitré
Il Cantone di Vitré è una divisione amministrativa dell'arrondissement di Fougères-Vitré.
È stato costituito a seguito della riforma approvata con decreto del 18 febbraio 2014, che ha avuto attuazione dopo le elezioni dipartimentali del 2015.

## Composizione
Comprende i seguenti 22 comuni:
- Balazé
- Bréal-sous-Vitré
- Champeaux
- La Chapelle-Erbrée
- Châtillon-en-Vendelais
- Cornillé
- Erbrée
- Landavran
- Marpiré
- Mecé
- Mondevert
- Montautour
- Montreuil-des-Landes
- Montreuil-sous-Pérouse
- Pocé-les-Bois
- Princé
- Saint-Aubin-des-Landes
- Saint-Christophe-des-Bois
- Saint-M'Hervé
- Taillis
- Val-d'Izé
- Vitré